# Rafael I Bidawid
Rafael I Bidawid (in arabo مار روفائيل الاول بيداويد‎?, Mār Rūfāʾīl al-awwal Bīdāwīd) (Mosul, 17 aprile 1922 – Beirut, 7 luglio 2003) è stato un patriarca cattolico iracheno.

## Vita
Nato il 17 aprile 1922 nella città dell'Iraq settentrionale di Mosul, qui seguì i suoi primi studi scolastici e di seminario. Fu ordinato sacerdote il 22 ottobre 1944 a Roma e nel 1946 ottenne il diploma di dottore in Filosofia e Teologia. Tra il 1948 e il 1956 operò come professore di Filosofia e Teologia a Mosul. Il 6 ottobre 1957, all'età di 35 anni, fu ordinato eparca di Amadiya dal patriarca Yusef VII Ghanima. Come eparca di Amadiya sperimentò direttamente il dramma dell'esodo dei cristiani dall'Iraq settentrionale. Fu poi nominato eparca di Beirut dei Caldei nel 1966.
Il 21 marzo 1989 fu eletto patriarca di Babilonia dei Caldei. La sua elezione fu convalidata da papa Giovanni Paolo II l'11 giugno 1989. Durante il suo patriarcato istituì il "College di Babilonia", che divenne un'istituzione di prestigio nel campo dell'istruzione per la Chiesa cattolica caldea. Parlava ben 13 lingue.
Morì a Beirut il 7 luglio 2003.

## Opinioni politiche e culturali
In quanto capo di una forte minoranza di 600.000 fedeli, egli fu obbligato ad essere cauto.  Una volta giunse persino a definire Saddam Hussein come "un vero gentiluomo".  Il ministro degli Esteri di quest'ultimo, Tariq Aziz, era Caldeo e la Chiesa godeva di una certa quale "protezione" durante la dittatura.
In un'intervista con Bidawid, pubblicata nel 2003, egli commentando la disputa sulla denominazione "Assiro", dichiarò il suo punto di vista circa l'appartenenza etnica:
“Personalmente io penso che questi differenti denominazioni servano solo ad aggiungere confusione. Il nome originario della nostra Chiesa era ‘Chiesa Orientale’ ... Quando una frazione della Chiesa Orientale divenne cattolica, il nome che le fu dato fu quello di ‘Caldea’, basandosi sulla tradizione dei Re Magi che erano giunti dalle terre dei Caldei a Betlemme. Il nome ‘Caldeo’ non rappresenta alcuna realtà etnica... Dobbiamo separare ciò che è etnicità da ciò che è religione... Per quanto riguarda me stesso, la mia Chiesa è Caldea, ma etnicamente io sono un Assiro.”
In un'intervista al "The Assyrian Star" del settembre-ottobre 1974, si dice che abbia dichiarato:
“Prima di diventare prete io ero un Assiro, prima di diventare vescovo io ero un Assiro, io sono un Assiro oggi, domani, sempre, e sono fiero di ciò”.

## Genealogia episcopale e successione apostolica
La genealogia episcopale è:
- Arcivescovo Yukhannan VIII Hormizd
- Vescovo Isaie Jesu-Yab-Jean Guriel
- Arcivescovo Augustin Hindi
- Patriarca Yosep VI Audo
- Patriarca Eliya XIV Abulyonan
- Patriarca Yosep Emmanuel II Thoma
- Patriarca Yosep VII Ghanima
- Patriarca Rafael I Bidawid

La successione apostolica è:
- Vescovo Antoine Audo, S.I. (1992)
- Arcivescovo Hanna Markho (1994)
- Arcivescovo Ramzi Garmou (1996)
- Arcivescovo Djibrail Kassab (1996)
- Arcivescovo Jacques Ishaq (1997)
- Arcivescovo Yacoub Denha Scher (2001)
- Arcivescovo Paulos Faraj Rahho (2001)
- Vescovo Shlemon Warduni (2001)
- Vescovo Michel Kassarji (2001)
- Vescovo Petros Hanna Issa Al-Harboli (2002)
- Vescovo Rabban Al-Qas (2002)
- Vescovo Mikha Pola Maqdassi (2002)
- Vescovo Sarhad Yawsip Hermiz Jammo (2002)